# Lacanobia griseomontana
Lacanobia griseomontana är en fjärilsart som beskrevs av Hartig 1970. Lacanobia griseomontana ingår i släktet Lacanobia och familjen nattflyn. Inga underarter finns listade i Catalogue of Life.